# Texas Tennis Open 2011
Il  Texas Tennis Open 2011 è stato un torneo di tennis giocato all'aperto su cemento. È stata la prima edizione di questo evento che è stato inserito nella categoria International nell'ambito del WTA Tour 2011. Si è giocato a Dallas in Texas negli Stati Uniti dal 21 al 27 agosto 2011.

## Partecipanti

### Teste di serie
| Giocatrice         | Nazionalità | Ranking* | Testa di serie |
| ------------------ | ----------- | -------- | -------------- |
| Peng Shuai         | Cina        | 15       | 1              |
| Dominika Cibulková | Slovacchia  | 16       | 2              |
| Julia Görges       | Germania    | 20       | 3              |
| Yanina Wickmayer   | Belgio      | 21       | 4              |
| Sabine Lisicki     | Germania    | 22       | 5              |
| Shahar Peer        | Israele     | 24       | 6              |
| Jarmila Gajdošová  | Australia   | 30       | 7              |
| Irina-Camelia Begu | Romania     | 46       | 8              |

- Ranking al 15 agosto 2011.

### Altre partecipanti
Giocatrici che hanno ricevuto una Wild card:
- Irina Falconi
- Melanie Oudin
- Shahar Peer

Giocatrici passate dalle qualificazioni:

- Kateryna Bondarenko
- Angelique Kerber
- Aravane Rezaï
- Chanelle Scheepers
- Akgul Amanmuradova (lucky loser)

## Campionesse

### Singolare
Sabine Lisicki ha sconfitto in finale  Aravane Rezaï per 6–2, 6–1.
- È il terzo titolo in carriera per Sabine Lisicki ed il secondo nel 2011.

### Doppio
Sorana Cîrstea /  Alberta Brianti hanno sconfitto in finale  Alizé Cornet /  Pauline Parmentier con il punteggio di 7–5, 6–3.